# 上美幌駅

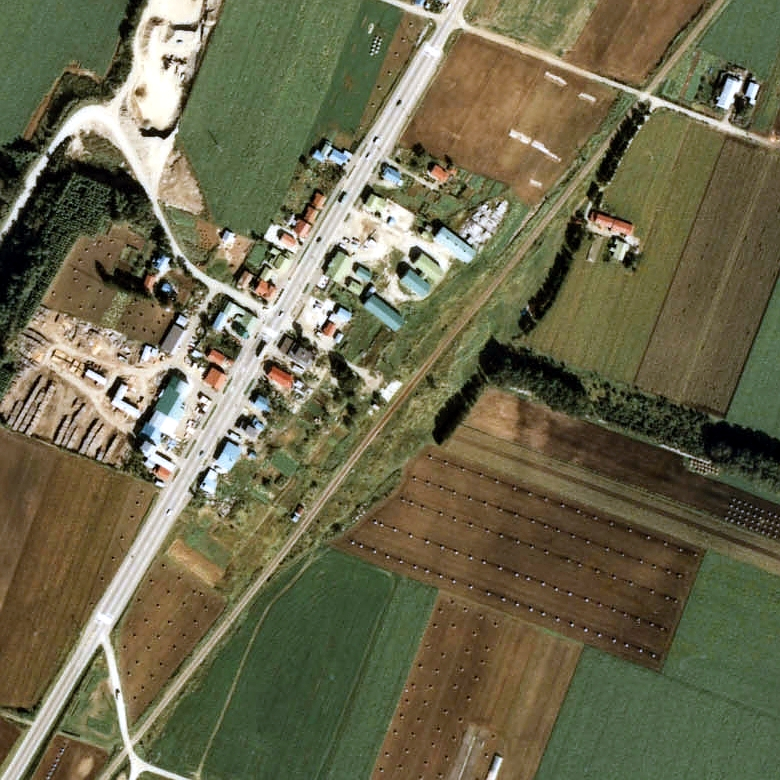
1977年の上美幌駅と周囲約500m範囲。左下が北見相生方面。

上美幌駅（かみびほろえき）は、北海道（網走支庁）網走郡美幌町にあった日本国有鉄道（国鉄）相生線の駅（廃駅）である。事務管理コードは▲122601。

## 歴史
- 1924年（大正13年）11月17日 - 鉄道省相生線美幌駅 - 津別駅間開通に伴い開業[1][3]。一般駅[1]。
- 1949年（昭和24年）6月1日 - 公共企業体である日本国有鉄道に移管。
- 1960年（昭和35年）
  - 4月1日 - 業務委託化[4]。
  - 9月15日 - 貨物取扱い廃止[1]。
- 1962年（昭和37年）9月1日 - 荷物取扱い廃止[1][5]。同時に無人駅となる[6]。
- 1985年（昭和60年）4月1日 - 相生線の廃線に伴い廃止となる[1]。

### 駅名の由来
美幌川の上流にあるため。

## 駅構造
廃止時点で、単式ホーム1面1線を有する地上駅であった。ホームは線路の西側（北見相生方面に向かって右手側）に存在した。無人駅となっており、有人駅時代の駅舎は存在していなかった。

## 利用状況
乗車人員の推移は以下のとおり。年間の値のみ判明している年については、当該年度の日数で除した値を括弧書きで1日平均欄に示す。乗降人員のみが判明している場合は、1/2した値を括弧書きで記した。
| 年度               | 乗車人員 | 乗車人員 | 出典  | 備考 |
| 年度               | 年間     | 1日平均  | 出典  | 備考 |
| ------------------ | -------- | -------- | ----- | ---- |
| 1978年（昭和53年） |          | 60       | [ 9 ] |      |

## 駅周辺
- 国道240号
- 北海道道217号
- 上美幌郵便局
- 北海道北見バス「上美幌」停留所

## 駅跡
2001年（平成13年）時点ではパターゴルフ場になっていた。

## 隣の駅
日本国有鉄道
相生線
美幌駅 - <旭通仮乗降場> - 上美幌駅 - <豊幌仮乗降場> - 活汲駅